# Pourriture molle

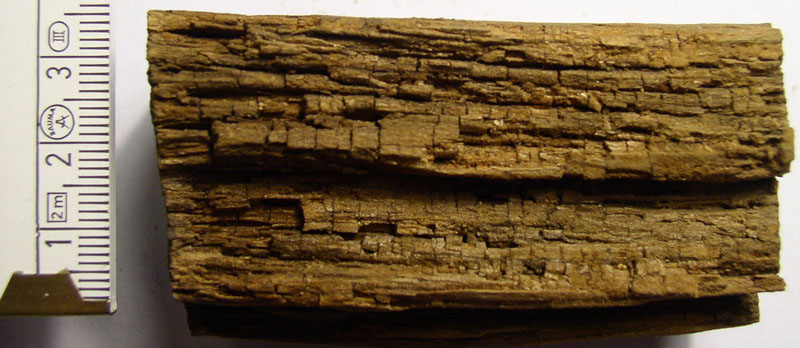
La pourriture molle indique une attaque avancée de champignons lignivores.

La pourriture molle est une maladie cryptogamique provoquée par des micro-champignons qui détruisent la cellulose du bois.
Les champignons lignivores de la pourriture molle se développent dans des conditions d'humidité et tolèrent des besoins en oxygène moins importants. Ce type de pourriture du bois attaque ainsi les bois directement en contact avec un sol humide soumis à un ruissellement abondant ou même immergés dans l’eau, contrairement à la pourriture cubique plus répandue qui s'attaque aux bois exposés à l'air. 
Une attaque n’est décelable de l’extérieur que tardivement. Le bois humide attaqué par la pourriture molle est en surface noirâtre, très tendre, spongieux et peut être enfoncé sans peine. Il a perdu ses propriétés mécaniques. « Lorsqu'il sèche, il prend un aspect similaire à celui d'un bois attaqué par un agent de pourriture cubique mais les « cubes » sont plus petits ».
Les vecteurs les plus destructifs de la pourriture molle sont l'espèce Chaetomium globosum, Coniochaeta hoffmannii (en), Monodictys putredinis (sv), Thielavia terrestris (sv), les genres Humicola (sv) et Paecilomyces.